# La Mesita, Jalisco
La Mesita är en ort i Mexiko.   Den ligger i kommunen Zapopan och delstaten Jalisco, i den centrala delen av landet, 500 km väster om huvudstaden Mexico City. La Mesita ligger 1 664 meter över havet och antalet invånare är 235.
Terrängen runt La Mesita är kuperad åt nordväst, men åt sydost är den platt. Runt La Mesita är det mycket tätbefolkat, med 1 095 invånare per kvadratkilometer. Närmaste större samhälle är Zapopan, 18,0 km sydost om La Mesita. Trakten runt La Mesita består till största delen av jordbruksmark.